# يورغ-أوي هان
يورغ-أوي هان هو محامي وسياسي ألماني، ولد في 21 سبتمبر 1956 في كاسل في ألمانيا. نشط حزبياً في الحزب الديمقراطي الحر. وقد انتخب عضو في برلمان هسن ‏.

## وصلات خارجية
- يورغ-أوي هان على موقع مونزينجر (الألمانية)